# ヒトツバ

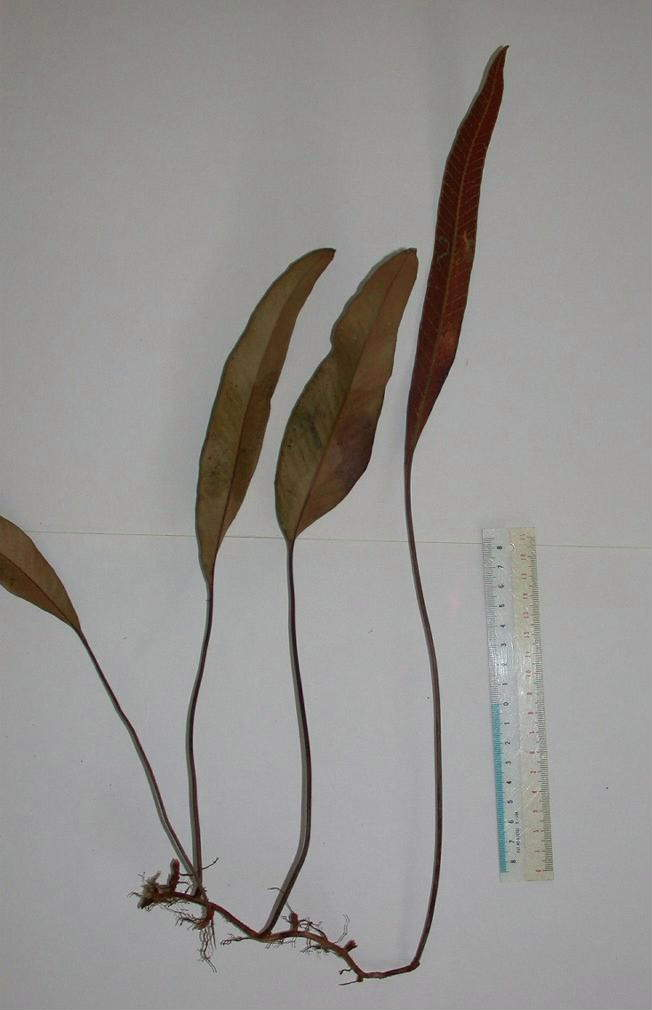
裏面、背の高いのが胞子葉

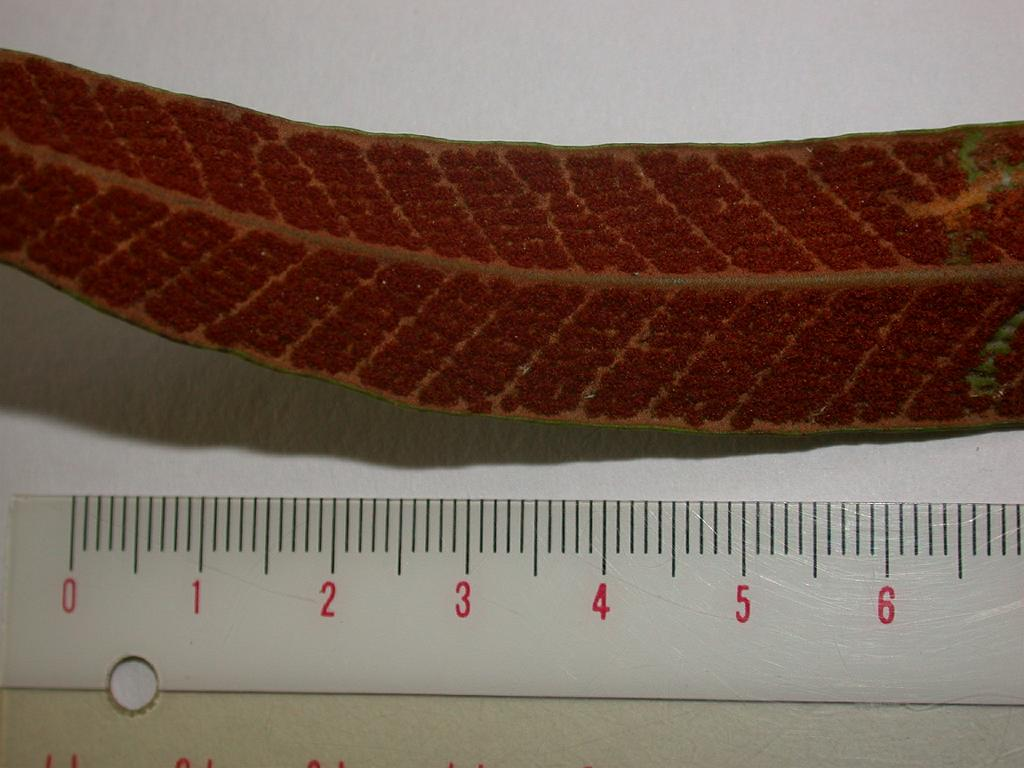
胞子葉の裏面

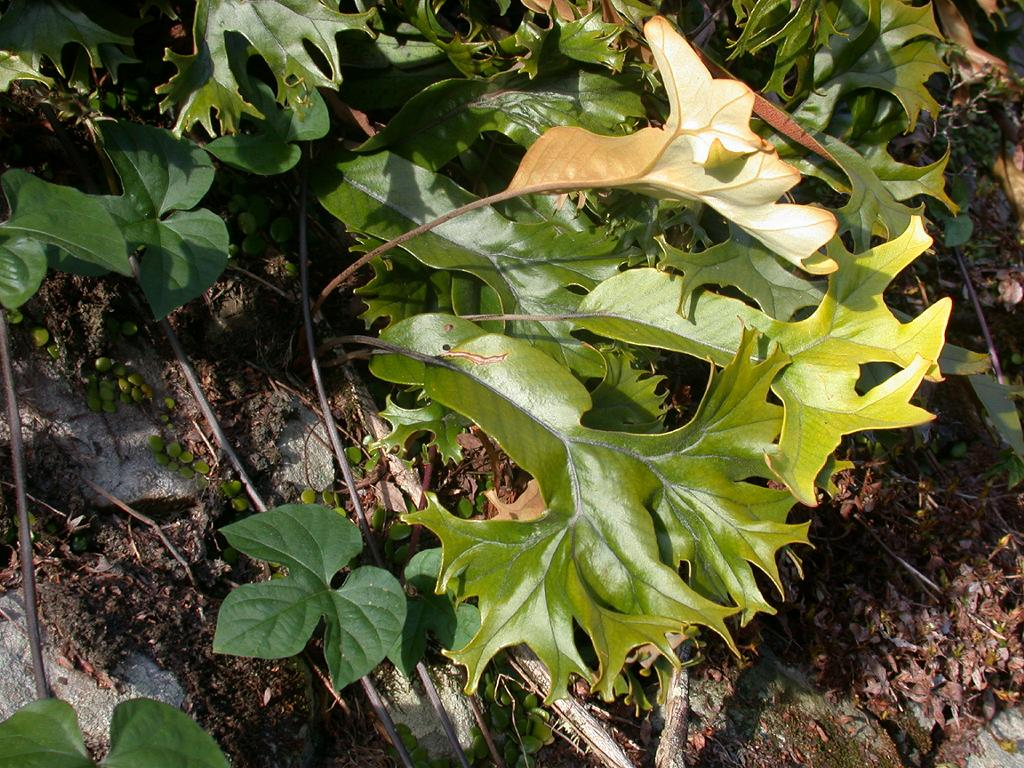
シシヒトツバ

ヒトツバ (Pyrrosia lingua (Thunb.) Farw.) は、単葉の葉をもつシダ植物で、岩の上などに着生して見られる。

## 特徴
ヒトツバは、シダ植物門ウラボシ科ヒトツバ属に属するシダの一種である。また、ヒトツバ属及びそれに似た姿のシダ類の総称としても使われる。
比較的乾燥した場所に生える着生植物で、岩や樹皮上に生えるが、地上を覆うこともよくある。匍匐茎は針金状で硬くて長く伸び、あちこちから根を出す。表面には盾状の鱗片がつく。匍匐茎からはまばらに葉が出て、葉は立ち上がり気味で、高さ30-40cmになる。葉ははっきりした柄を持った楕円形の単葉。葉は厚手で、やや硬い革質で、表面は一面に細かい星状毛で覆われ、毛羽だって見える。基部には長い葉柄がある。
葉は厚みがあって硬く革質、表面には星状毛を密生しているので毛羽立って見え、黄緑色。新芽は毛がはっきりしていて白く見える。形は楕円形から卵状楕円形。
胞子のう群はすべての葉につく訳ではない。胞子葉が特にはっきり分化してはいないが、胞子のつく葉の方がやや背が高くなり、葉の幅が狭くなる傾向はある。胞子のう群はほぼ半球状で、互いに寄り合って、葉の裏面に一面につく。
日本では関東以西の本州から琉球列島に分布する。やや乾燥した森林内に多く、岩の上や樹木の幹に着生する。特にウバメガシ林では林床に密生することがある。国外では朝鮮半島南部、中国（揚子江以南）、台湾からインドシナに分布する。

## 利用
着生植物として栽培鑑賞するにはやや大柄すぎるのか、あまり利用されない。また、人家の庭などに出現することも多くない。
しかし、葉の変わりものは山野草のひとつとして栽培されてきた。葉の基部側から側面に多数の突出部を持つものはハゴロモヒトツバ (f. monstrifera Tagawa)、あるいは葉の先端部が細かく分枝を繰り返してかたまり状になるものをシシヒトツバ (f. cristata (Makino) H. Ito)といい、いずれも古くから栽培されている。
また、近縁のモミジヒトツバ (P. polydactylis (Hance) Ching) は、葉が掌状に大きく割れるもので、台湾原産だが、よく栽培される。

## 分類
ウラボシ科ヒトツバ属にはアジアの熱帯域を中心に約100種が知られる。ただし、その分類は確定しておらず、実際の種数はその半分近く、との説もある。日本では約6種が知られる。いずれも単葉の葉に星状毛を密生するが、全体の姿は必ずしもヒトツバに似てはいない。ヒトツバ以外はいずれもあまり普通に見られるものではない。代表的なもののみを挙げる。
- ビロードシダ P. linearifolia (Hook.) Ching
葉は細長く、見かけはむしろノキシノブに似ているが、葉には一面に毛がはえている。山林内の岩に着生し、葉は垂れ下がる。北海道以南、朝鮮南部、中国、台湾に分布。
- イワオモダカ P. hastata (Thunb. ex Houtt.) Ching
ヒトツバに似た姿ながらずっと小柄で、葉はやや三角状、貴部から側方に突出部が出る。深い森林内に生育。北海道以南に広く分布するが、古くから山野草的に栽培され、野生の株を見ることは少ない。